# Solanum carautae
Solanum carautae är en potatisväxtart som beskrevs av Lucia d'Avila Freire de Carvalho. Solanum carautae ingår i släktet skattor som ingår i familjen potatisväxter. Inga underarter finns listade i Catalogue of Life.